# Adam Wyrębowski
Adam Wyrębowski (ur. 19 grudnia 1882 w Warszawie, zm. 5 lutego 1952 tamże) – polski duchowny rzymskokatolicki, pierwszy Naczelny Kapelan Policji Państwowej (w latach 1920–1927), poseł na Sejm Rzeczypospolitej Polskiej I kadencji (1922–1927), proboszcz parafii św. Katarzyny w Warszawie w latach 1928–1952.

## Życiorys
Adam Wyrębowski był synem Adama i Julianny z domu Podgórskiej. Ukończył gimnazjum i w 1905 roku seminarium duchowne w Warszawie. Następnie – Akademię Duchowną w Petersburgu w 1909 roku. W latach 1919–1916 pracował jako pedagog w Łodzi. W 1914 roku założył, wraz z Leopoldem Skulskim i T. Sułowskim, tajną organizację „Zjednoczenie”, z ramienia której pracował w 1916 roku w sekretariacie Koła Międzypartyjnego w Warszawie.
W 1917 roku był członkiem Zjednoczenia Narodowego.
Od 1919 roku był członkiem Rady Miejskiej m.st. Warszawy. W latach 1919–1920 wraz z księdzem Kazimierzem Lutosławskim redagował tygodnik „Sprawa”. Założył też wtedy Towarzystwo Pracy Katolickiej. W 1920 roku był członkiem Rady Obrony Stolicy u Obywatelskiego Komitetu Obrony Państwa.
Od roku 1920 do 29 listopada 1927 roku był Naczelnym Kapelanem Policji Państwowej. Piastował również stanowisko prefekta szkół średnich w Warszawie. Pełnił funkcję prezesa Towarzystwa Rozwoju Życia Narodowego w Polsce. Od 1925 roku był generalnym kapelanem Stowarzyszenia Straż Narodowa. Był również członkiem zarządu Związku Kół Księży Prefektów, patronem katolickiego Związku Polek.
W 1922 roku został posłem na Sejm I kadencji z Klubu Chrześcijańsko-Narodowego.

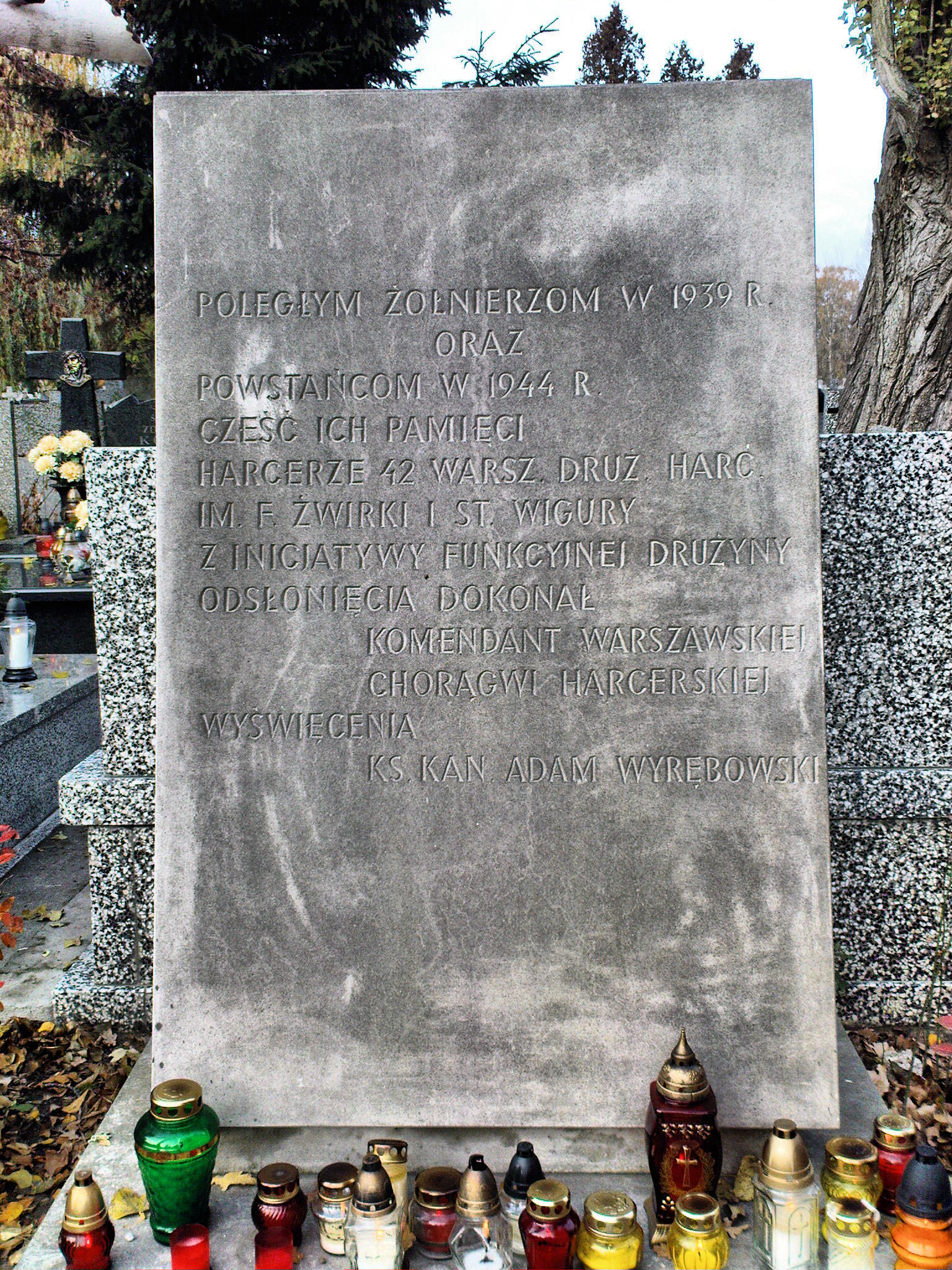
Tablica poświęcona żołnierzom września 1939 roku i powstańcom warszawskim poświęcona na nowym cmentarzu na Służewie przy ul. Wałbrzyskiej w Warszawie przez ks. Adama Wyrębowskiego

W latach 1928–1952 był proboszczem parafii św. Katarzyny w Warszawie. Przed wojną wykupił działkę i dwór służewski, przeznaczając je na miejscowy dom opieki. Stworzył przy parafii ośrodek kulturalny, stowarzyszenie katolickie grupujące zarówno młodzież, jak i starszych. Działała tu również orkiestra kościelna i chór, a dla wiejskich kobiet organizowano praktyczne kursy gotowania i szycia. Organizował też na terenie parafii wiele imprez o charakterze charytatywnym. W czasie wojny ksiądz Wyrębowski ukrywał na plebanii kilka osób pochodzenia żydowskiego.
W kwietniu 1948 roku naczelnik więzienia przy ul. Rakowieckiej w Warszawie zwrócił się do proboszcza Wyrębowskiego, aby wyznaczył na nowym cmentarzu na Służewie aleję do pochówków więźniów. Ksiądz nie godził się na chowanie więźniów bez aktów zgonów. Był za to wielokrotnie zastraszany i szykanowany. W tym samym czasie tuż za murem cmentarnym funkcjonariusze wykopali dół o rozmiarach kilkudziesięciu metrów kwadratowych, do którego wrzucano zamordowanych więźniów przysypując ich ciała wapnem.
W ostatnich latach życia ciężko chorował i wielokrotnie przebywał w szpitalu. Był również nękany przez osoby, które domagały się, aby opuścił parafię. W 1950 przybył do parafii służewskiej jako wikariusz adiutor ks. kanonik Antoni Czarnecki, który po śmierci ks. Wyrębowskiego, został proboszczem.
W dniu 5 lutego 1952 zmarł w szpitalu sióstr Elżbietanek na Mokotowie i zgodnie z jego wolą, nie został pochowany na starym cmentarzu na Służewie tylko w grobie ze swoim ojcem na Powązkach (kwatera 55-4-30). A w 2013 został ekshumowany i pochowany wraz z kilkoma innymi proboszczami służewskimi w podziemiach kościoła św. Katarzyny.

## Odznaczenia
- Krzyż Kawalerski Orderu Odrodzenia Polski
- Złoty Krzyż Zasługi